# Birgit Kömpel

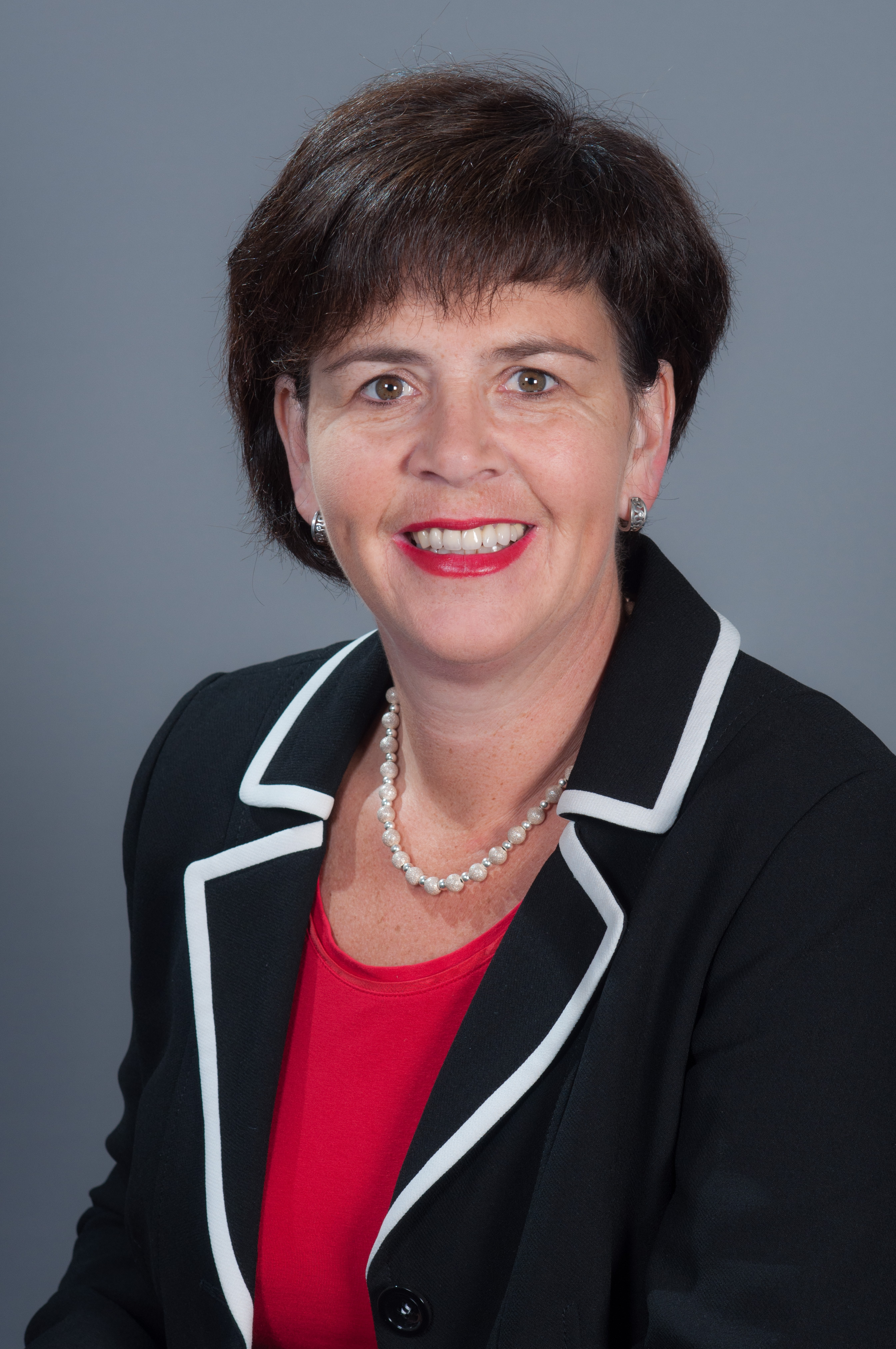
Birgit Kömpel

Birgit Kömpel (* 19. Dezember 1967 in Fulda) ist eine deutsche Politikerin der Sozialdemokratischen Partei Deutschlands.

## Leben und Beruf
Kömpel war nach ihrer Schulausbildung zunächst als Büro-Auszubildende bei einem Fertighaushersteller und später in der Hotellerie tätig. Einige Jahre arbeitete sie in England. Nach einer Weiterbildung im Bereich Personalwesen und einigen Führungspositionen in der internationalen Hotellerie gründete sie ein Personalberatungsunternehmen, mit welchem sie Führungskräfte in der internationalen Hotellerie vermittelte. Seit April 2018 ist Kömpel als Senior Recruiting Manager für die Gewinnung von Fach- und Führungskräften bei der Deutschen Bahn AG tätig.
Kömpel ist verheiratet und hat zwei Kinder.

## Politik
Birgit Kömpel gehörte einige Jahre der Gemeindevertretung ihrer Heimatgemeinde Eichenzell an und ist Stand 2024 Mitglied des Kreistags Fulda.
Nach der Bundestagswahl 2013 zog sie über Listenplatz 14 der hessischen Sozialdemokraten in den Bundestag ein. Sie war Mitglied in den ständigen Ausschüssen des Bundestags für Familie, Senioren, Frauen und Jugend sowie für Verkehr und digitale Infrastruktur.
2015 kandidierte sie bei der Direktwahl zur Oberbürgermeisterin der Stadt Fulda. Mit 22,7 % der Stimmen war sie Zweitplatzierte hinter Heiko Wingenfeld (CDU), der 66,6 % erreichte.
Bei der Bundestagswahl 2017 gelang es ihr trotz Listenplatz 10 der hessischen Sozialdemokraten nicht, erneut in den Bundestag einzuziehen.
Zur Bundestagswahl 2021 kandidierte Kömpel für Platz 8 der SPD-Landesliste und trat in einer Kampfkandidatur im Juni 2021 beim Landesparteitag in Offenbach gegen die amtierende Bundestagsabgeordnete und Juristin Esther Dilcher (55) aus Hofgeismar an. Sie unterlag mit 74 zu 225 Stimmen und nahm schließlich Platz 16 der hessischen Sozialdemokraten an. Wegen ihres hinteren Listenplatzes zog sie erneut nicht in den Bundestag ein. 
Ihr Versuch, Mitglied im Hessischen Landtag zu werden, scheiterte bei der Landtagswahl 2023. Dort erreichte sie im Wahlkreis Fulda II mit 10,3 Prozent den dritten Platz und auch ihr Landeslistenplatz 27 reichte nicht für den Einzug in den Landtag.